# Louis Mussington
Louis Mussington, né le 9 novembre 1961, est un homme politique français. Brièvement député de la Guadeloupe en 2012, il est président du conseil territorial de Saint-Martin depuis 2022.

## Parcours politique
Il est enseignant. 
Il crée en 1996 avec Alain Richardson et Sujah Reiph le Movement of advancement of the people. 
Il est élu en 1998 conseiller général de Guadeloupe sur le canton de Saint-Martin-1 succédant à Louis-Constant Fleming. 
C'est en qualité de conseiller général que Louis Mussington fait partie des cinq personnes auditionnées entre le 29 juin et le 10 juillet 1999 par la mission sur le projet de loi d'orientation pour l'outre-mer conduite par le député Jérôme Lambert au sein de la commission des lois constitutionnelles, de la législation et de l'administration générale de la République. Il avait également été auditionné dans le cadre de l'avis présenté le 14 octobre 1999 par le député Jérôme Lambert sur le projet de loi de finances pour 2000. 
Il est élu conseiller régional de Guadeloupe le 28 mars 2004 à l'occasion des élections régionales. 
En 2007, le MAP choisit Alain Richardson, pour conduire la liste Rassemblement Responsabilité Réussite (RRR) aux élections territoriales. La liste RRR obtient 31,90 % au 1er tour et 42,16 % au 2e tour. Louis Mussington devient conseiller territorial de Saint-Martin. Mais très vite, des dissensions apparaissent entre le MAP et Alain Richardson. 
En septembre 2007, il démissionne de sa fonction de conseiller régional de Guadeloupe en raison de son cumul de mandats avec sa fonction de conseiller territorial de Saint-Martin. 
Il devient président le 10 décembre 2010 de la commission sur le bilinguisme de la collectivité territoriale et est reconnu comme un fin connaisseur des langues parlées à Saint-Martin. 
Il est élu le 17 décembre 2010 président de la Semsamar, société d'économie mixte chargée d'opérations d'aménagement et d'équipement à Saint-Martin, en Guadeloupe et en Guyane,. 
Louis Mussington est désigné en novembre 2011 coordonnateur à Saint-Martin pour la campagne de François Hollande. 
Il conduit la liste du MAP aux élections territoriales de 2012, mais la liste ne recueille que 7,43 % au 1er tour. 
Il se présente aux élections législatives de 2012 sur la circonscription de Saint-Barthélemy et Saint-Martin. Il est soutenu notamment par Victorin Lurel. Il obtient 16,73 % au 1er tour et ne peut se maintenir au second tour. Il n'appelle à voter ni pour Daniel Gibbs, ni pour Guillaume Arnell.
Suppléant de Victorin Lurel pendant de 2002 à 2012 , il est brièvement député de la quatrième circonscription de la Guadeloupe du 17 au 19 juin 2012, date de la fin de la XIIIe législature après la nomination de ce dernier en tant ministre des Outre-mer dans le premier gouvernement Ayrault. Il siège parmi les non-inscrits, l'Assemblée nationale ne se réunissant plus.
Le 3 avril 2022, il est élu président du conseil territorial de Saint-Martin.

## Condamnation
Il est, le 11 avril 2013, déclaré inéligible pour une durée d'un an par le Conseil constitutionnel, pour avoir dissimulé une somme de 450 euros lors de sa campagne.